# Cervecería Correos

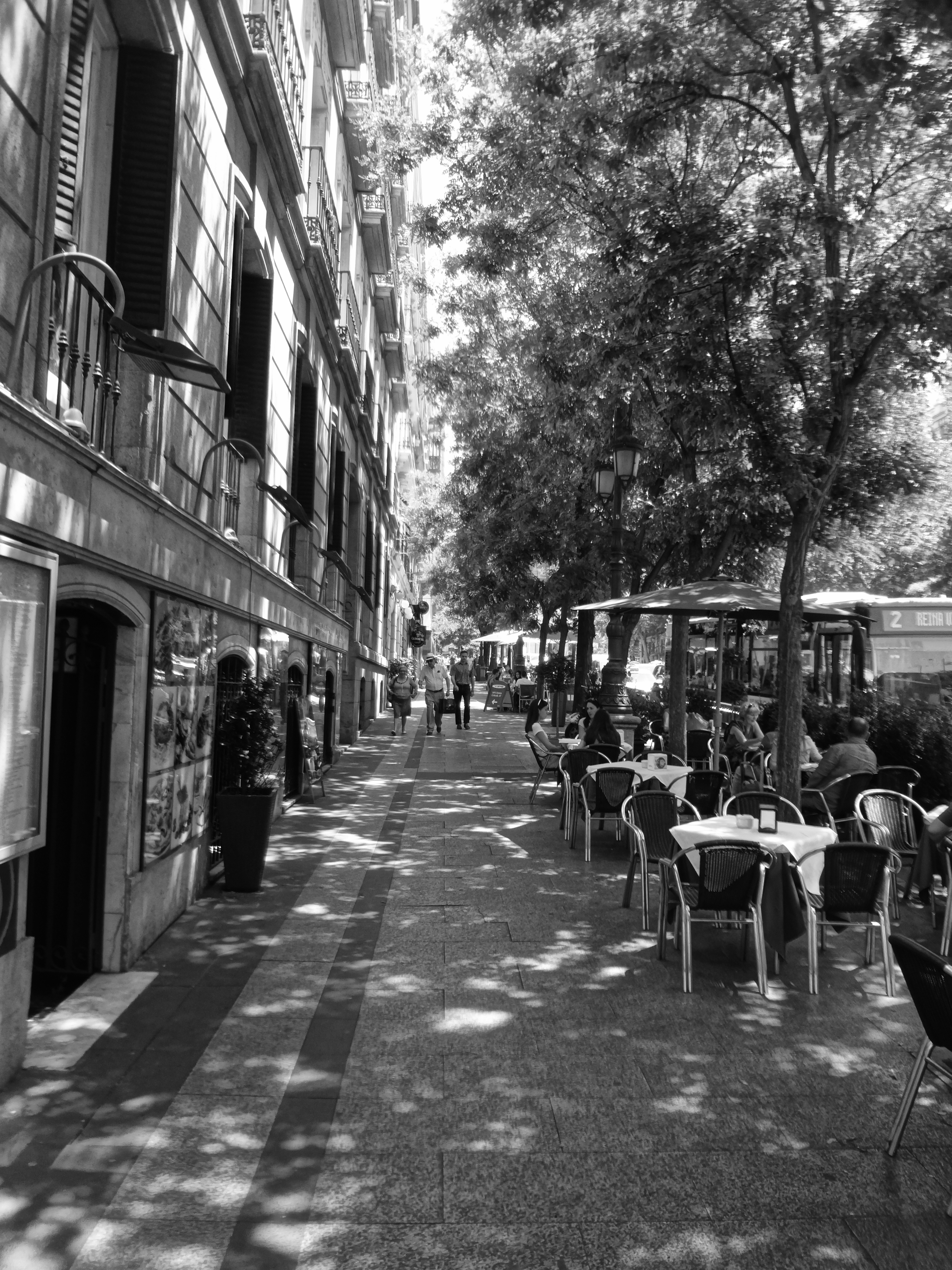
La terraza estival de la antigua Cervecería Correos en 2014.

La Cervecería Correos fue un establecimiento de Madrid situado en la calle de Alcalá número 55, junto a la plaza de Cibeles. Participó de la fiebre de los cafés de tertulia del primer tercio del siglo xx, como uno de los primeros lugares de reunión de la camarilla lorquiana de la Residencia de Estudiantes, y lugar de cita del poeta con escritores ultamarinos como Alejo Carpentier o Pablo Neruda (como el chileno recuerda en Confieso que he vivido). Aunque su mayor apogeo se produce durante los años de la Segunda República Española, también recuperó cierto tono de espacio cultural entre 1950 y 1970.

## Historia
Nacida mediada la década de 1920, como Taberna de Correos, se pobló pronto de algunas peñas llegadas desde la Residencia de Estudiantes. Casi como un juvenil apéndice cultural del contiguo café Lion, en ella montaron su peña los del Veintisiete, con Alberti y Lorca al frente, y visitantes de excepción como José Herrera Petere, o fijos como Juan Antonio Gaya Nuño.
Por ella pasaría un joven Miguel Hernández, y como él otros poetas del futuro como el también ‘residente’, Gabriel Celaya.
Cerrada a finales de la década de 1980, fue recuperada temporalmente como cervecería ‘de culto’ el 21 de noviembre de 1994. Aunque, ya en el inicio del siglo xx el local cambió de nombre y negocio.